# Simulium podostemi
Simulium podostemi är en tvåvingeart som beskrevs av Snoddy 1971. Simulium podostemi ingår i släktet Simulium och familjen knott. Inga underarter finns listade i Catalogue of Life.